# إنابرتو
إنابرتو (بالإنجليزية: Inapertw)‏ إلهان للسماء في أساطير قبائل استراليا على هيئة موجودان بشريان يحملان فأسًا لتقطيع الحجر.